# Брауніт
Брауніт (рос. браунит; англ. braunite; нім. Braunit) — мінерал групи складних оксидів марганцю і силіцію координаційної будови. Брауніт — важлива марганцева руда.

## Історія
Вперше брауніт був знайдений у кар'єрі OehendStock поблизу Лангевізен у Тюрингському лісі та описаний в 1826 році австрійським геологом, мінералогом і геофізиком Вільгельмом Ріттером фон Гайдінгером, який назвав мінерал на честь камеррата (камер-радника) Вільгельма фан Брауна (1790–1872) з м. Гота (нім. Gotha) — району у Німеччині, у складі федеральної землі Тюрингія.

## Склад і властивості
Формула: Mn2+(Mn3+)6SiO12. Склад у %: MnO — 78,3; MnO2 — 11,7; SiO2 — 10. Домішка заліза до 18 %.
Сингонія тетрагональна.
Спайність довершена.
Колір чорний або сталево-сірий, непрозорий.
Крихкий. Твердість 6-6,5.
Густина 4,8±0,1.
Кристали пірамідальні.
Блиск напівметалічний.
Слабо магнітний.
Асоціаціює з піролюзитом, якобситом, гаусманітом, родонітом, спесартитом, гематитом.

## Генезис
За походженням метаморфічний, рідше — гідротермальний.
Утворюється внаслідок метаморфізму марганцевих оксидів та як вторинний мінерал в умовах вивітрювання.

## Поширення
Поширений в оксидних рудах марганцю, у багатьох слабкометамор-фізованих осадових і вулканогенно-осадових родовищах. Зустрічається переважно Тюрингії (Ельгерсбург), П'ємонті (С. Марсель), Гарці (Ільфельд) — Німеччина.
Окремі знахідки зафіксовані також у Швеції, Норвегії, Італії, Індії, Бразилії, Південній Африці, США (Техас, Арканзас, Колорадо, Невада, Каліфорнія та ін.).

## Різновиди
Розрізняють:
- брауніт залізний (відміна брауніту з вмістом заліза у відношенні до марганцю — 1:5).